# NGC 2911
NGC 2911 este o galaxie lenticulară situată în constelația Leul. A fost descoperită în 11 martie 1784 de către William Herschel. Se află la o distanță de 47,75 de megaparseci de Pământ.